# Route 219 (Québec)
Pour les articles homonymes, voir Route 219.
La route 219 (R-219) est une route régionale québécoise d'orientation nord / sud située sur la rive sud du fleuve Saint-Laurent. Elle dessert la région de la Montérégie.

## Tracé
La route 219 à la frontière américaine, à Hemmingford, dans la continuité de la NY 22. Elle se termine à Saint-Jean-sur-Richelieu sur l'A-35 / route 104. Elle a une orientation générale nord-est / sud-ouest.

## Frontière internationale
À son extrémité sud, à Hemmingford, la route 219 relie le Québec à l'État de New York, aux États-Unis. À la frontière, la route 219 devient la NY 22. La route entre aux États-Unis dans la municipalité de Mooers, dans le comté de Clinton. Le poste frontalier est ouvert à l'année, 24/7, et compte une voie par direction.

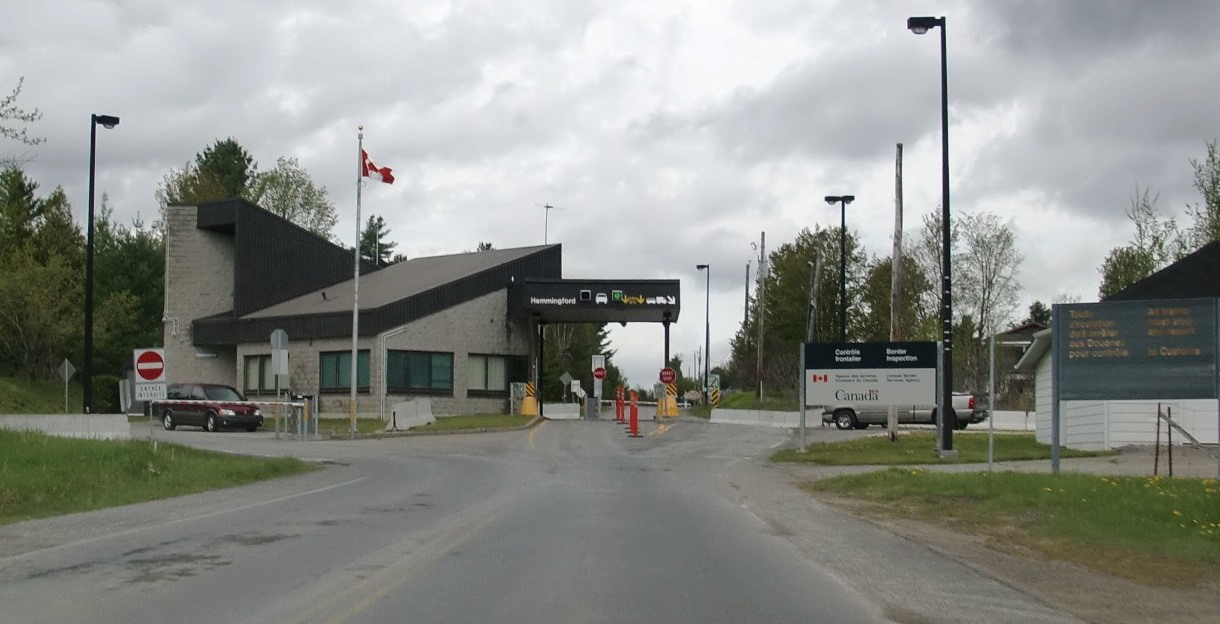
Poste frontalier d'Hemmingford, du côté canadien.
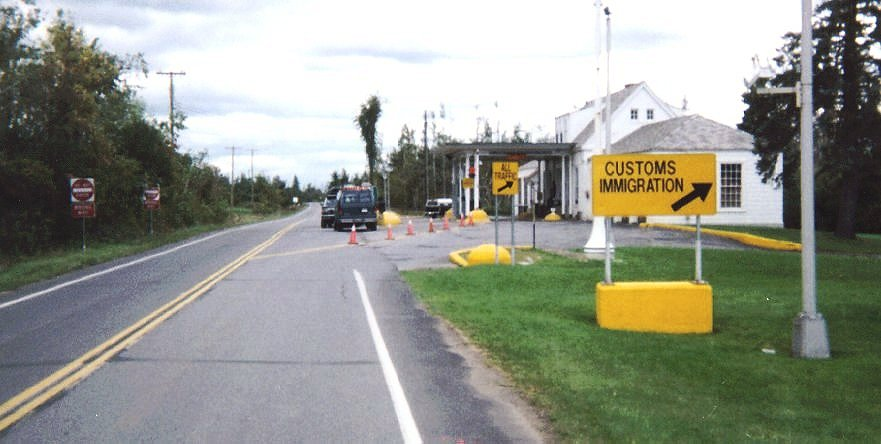
Poste frontalier de Mooers, du côté américain.

## Localités traversées (du sud au nord)
Liste des municipalités dont le territoire est traversé par la route 219, regroupées par municipalité régionale de comté.

### Montérégie
Les Jardins-de-Napierville
- Hemmingford (Canton)
- Hemmingford (Village)
- Saint-Patrice-de-Sherrington
- Saint-Cyprien-de-Napierville
- Napierville

Le Haut-Richelieu
- Saint-Jean-sur-Richelieu

## Intersections majeures
| MRC                                           | Municipalité                 | km    | Destinations                                        | Notes                                    |
| --------------------------------------------- | ---------------------------- | ----- | --------------------------------------------------- | ---------------------------------------- |
| Les Jardins-de-Napierville                    | Hemmingford                  | 0,00  | NY 22 sud – Mooers                                  | Continue dans l'État de New York         |
| Les Jardins-de-Napierville                    | Hemmingford                  | 0,00  | Frontière canado-américaine                         |                                          |
| Les Jardins-de-Napierville                    | Hemmingford                  | 5,20  | R-202 – Huntingdon, Lacolle                         |                                          |
| Les Jardins-de-Napierville                    | Hemmingford                  | 11,30 | R-205 nord – Sainte-Clotilde                        | Terminus sud de la R-205                 |
| Les Jardins-de-Napierville                    | Saint-Patrice-de-Sherrington | 22,30 | R-221 nord – Saint-Rémi                             | Terminus sud du multiplex avec la R-221  |
| Les Jardins-de-Napierville                    | Saint-Patrice-de-Sherrington | 27,70 | A-15 vers I-87 – Montréal, New York                 | Sortie 21 de l'A-15                      |
| Les Jardins-de-Napierville                    | Saint-Cyprien-de-Napierville | 28,10 | R-217 – Saint-Jacques-le-Mineur                     |                                          |
| Les Jardins-de-Napierville                    | Napierville                  | 32,00 | R-221 sud – Lacolle                                 | Terminus nord du multiplex avec la R-221 |
| Le Haut-Richelieu                             | Saint-Jean-sur-Richelieu     | 54,50 | A-35 / R-104 vers I-89 – Chambly, Montréal, Vermont | Sortie 45 de l'A-35 / R-104              |
| - Terminus de multiplex - Transition de route |                              |       |                                                     |                                          |